# Du är min renaste tröst
"Du är min renaste tröst" är en dikt skriven av Karin Boye. Består av två orimmade strofer med fyra rader i varje.
Skälet till att diktens "du" är den renaste trösten, "det bästa jag har", är att "intet gör ont som du". Denna formulering i slutet av första strofen upprepas i början på den andra och är därmed helt central.